# 朱孟依
朱孟依（1959年8月—），廣東豐順縣留隍镇口铺村人，朱氏是資本大鰐，同时是合生创展集团、珠江投资集团创始人。從事建築、投資、不動產產業而致富。珠江投资管理集团是朱孟依麾下的多元化產業投資集团，旗下投資包括交通基建、能源、教育、科技、地產等。外界指珠江投资集团是朱孟依的一個隱形財富帝國

2008年，当选第十一届全国政协委员，代表特别邀请人士，分入第五十八组。并担任经济委员会专委。
2009年2月，朱孟依因涉嫌黄光裕案被中国公安部门限制出境。黄光裕、郑少东和朱孟依兄弟都是广东潮汕同乡。
2021年，10月，朱氏家族的合生創展、恒大集團、恒大物管停牌，朱氏家族的合生創展購入恒大物管

## 外部連結
- 朱孟依王国为何盛极而衰 中国地产界“隐形航母”的隐形跌落 （页面存档备份，存于） - 南方周末